# アメリカニゼーション

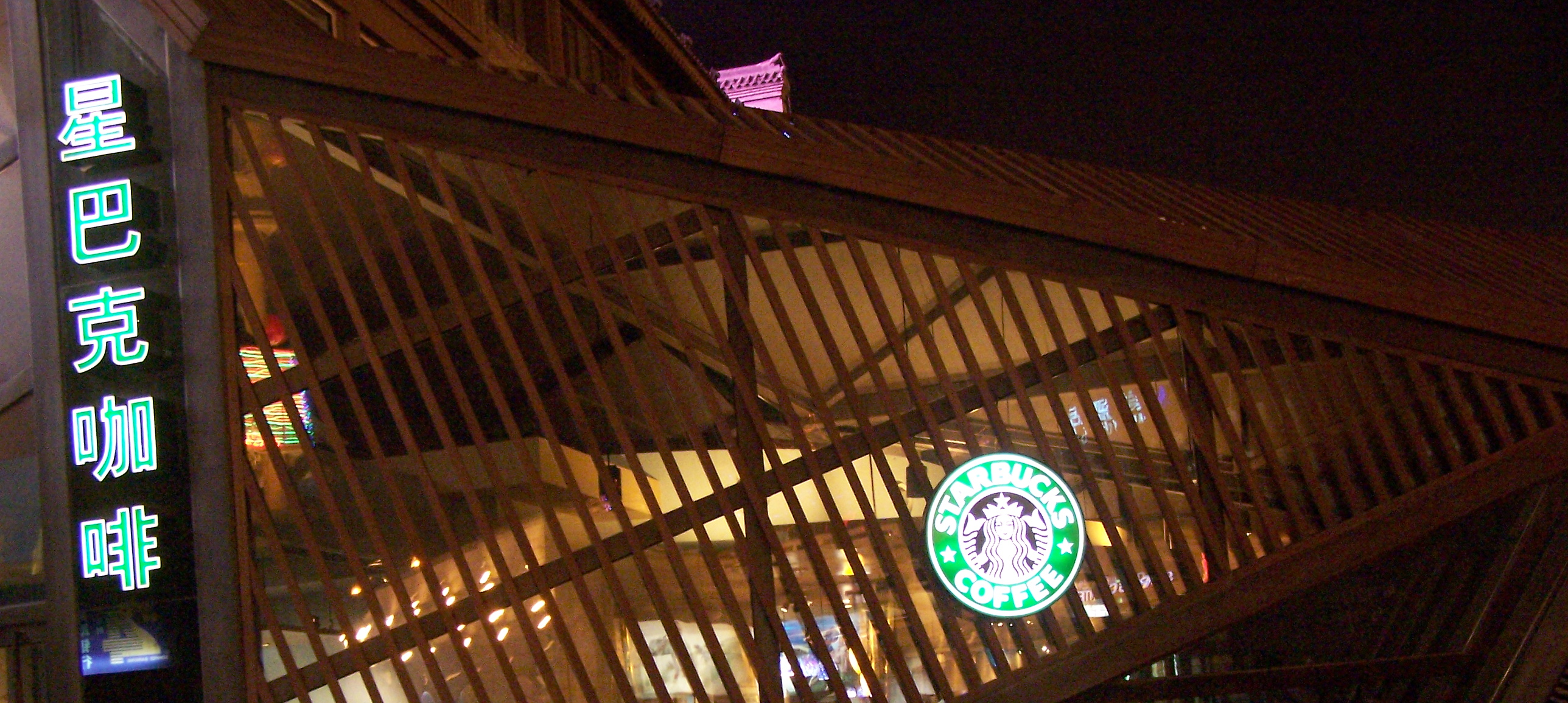
中国・西安のスターバックスコーヒー

アメリカニゼーションまたはアメリカナイゼーション（英: Americanization）とは、世界各国が政治、経済、社会、文化の各面がアメリカ合衆国のようになる現象である。また、米国のメディア、食習慣、商習慣、大衆文化、テクノロジーを模倣したり嗜好したりする現象もいう。日本語ではアメリカ化や米国化と呼ばれることが多い。アメリカ化する現象・行為を和製英語で「アメリカナイズする」ともいう。
アメリカニゼーションは、1991年のソビエト連邦の崩壊と2000年代中盤の高速インターネットの登場により一般的となった。近年のヨーロッパではGoogle、Facebook、Twitter、Amazon、Apple、Uberなどの巨大ハイテク産業によるアメリカニゼーション、また課税問題と寡占のさらなる懸念が高まっている。

## メディア・大衆文化
1920年代以降のハリウッド（アメリカの映画およびテレビ産業）は、世界のメディア市場のほとんどを支配してきた。世界中の人々がアメリカのファッション、習慣、風景、生活スタイルを見る主要な媒体であった。
米国政府は、映画、テレビ、書籍、雑誌などの普及を促進する役割しか果たしていなかった。しかし、第二次世界大戦後の旧枢軸国占領中、米国政府は共産主義に反対し全体主義を排除し、民主主義を促進するためにこれらの国のメディアを再構築する上で主要な役割を果たした。ドイツでは、1945年にアメリカの占領本部である米国軍政府局（OMGUS）が、ミュンヘンを拠点とする独自の新聞を発行した。「Die Neue Zeitung」は、戦前に米国に亡命したドイツ人とユダヤ人の移民によって編集された。この新聞はナチスの文化的残党を破壊し、アメリカの文化がどのように機能しているかをドイツ人にさらすことによって民主主義を奨励することであった。スポーツ、政治、ビジネス、ハリウッド、ファッション、そして国際問題についての詳細な情報があった。 アメリカニゼーションは、ソビエト連邦の崩壊前とその後も定期的に鉄のカーテンに広がり続けた。
アメリカのテレビ番組は世界中で放送されている。米国の放送局だけでなく子会社（HBOアジア、CNBCヨーロッパ、CNNインターナショナル）などを通じてアメリカの番組が放送されている。2006年に20の国を対象に行われたRadio Timesの調査によると、全世界の最高視聴率の番組10のうち以下の7番組が米国のものであった。
- CSI:マイアミ
- LOST
- デスパレートな妻たち
- ザ・シンプソンズ
- CSI:科学捜査班
- FBI 失踪者を追え!
- ジミー・ニュートロン 僕は天才発明家!

音楽における象徴的な人物としては、フランク・シナトラ、マイケル・ジャクソン、エルヴィス・プレスリーなどが挙げられる。アメリカ合衆国の映画では、「強いアメリカ」「正義」「自由」「武装と独立」などが強いメッセージ性をもつとされる。戦争映画では、特に第二次世界大戦を中心にアメリカ軍が正義であるとする。アメリカ以外の国々に対するステレオタイプ的な描かれ方がしばしば問題となることがある。これは独立の経緯、銃社会、軍事産業の存在などが背景にあるとされる。
これら以外には、1950年代のアメリカ合衆国のテレビドラマでは、『パパは何でも知っている』『うちのママは世界一』など、「庭付き一戸建て」の家庭を描いた作品が続々と制作され、「アメリカンドリーム」として喧伝された。この時代背景として、冷戦でソビエト連邦よりも優位に立ちたいという外交的立場と、「政府と企業が手を組めば何でも解決できる」という信仰がアメリカ社会に浸透していたことが挙げられる。

## 政治
全世界に展開するアメリカの多国籍企業（グローバル企業）の利益を、自国の軍需産業と軍事力で支えて、世界規模で軍事力を行使する国家、即ち「グローバル軍事大国」を国家像とする。子ブッシュ政権のように、石油など軍事と密接に関わる産業の指導者が政治を握っている例も多く、「軍産複合体」「産軍複合体」とも呼ばれている。
「グローバル軍事大国」を実現する為に、同じ軍事大国路線を掲げる二大政党制を政治の特徴とする。アメリカの富裕階級である多国籍企業や軍需産業の上層は、二大政党のいずれかに政治献金を行い、片方の政党が政権を失っても、もう片方の政党に政治献金を行って「保険」をかけている。

## 経済

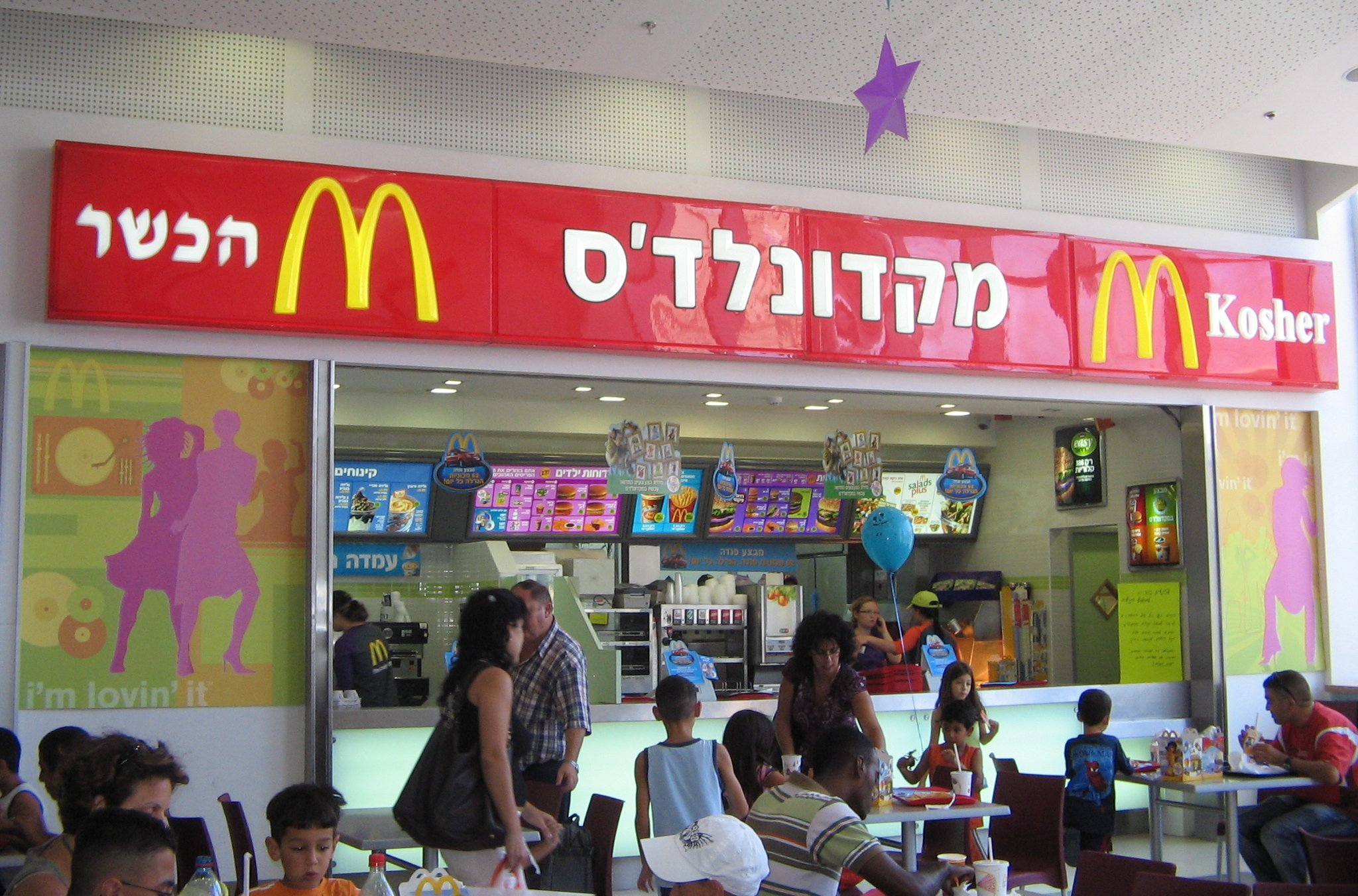
カーシェールのマクドナルド（アシュケロン、イスラエル）

「最強の国際ブランド2023(英: Best Global Brands 2023)」のトップ10のうち6社が米国企業であった。Apple、Google、Microsoft、コカコーラ、アマゾン、Facebook、IBM、これらはアメリカナイゼーションのシンボルとみなされる。ファストフードもまた米国の市場寡占の象徴としてみなされている。マクドナルド、 バーガーキング、 ピザハット、 ケンタッキーフライドチキン（KFC）、ドミノ・ピザなどの企業は世界中で膨大な売り上げ高を記録している。

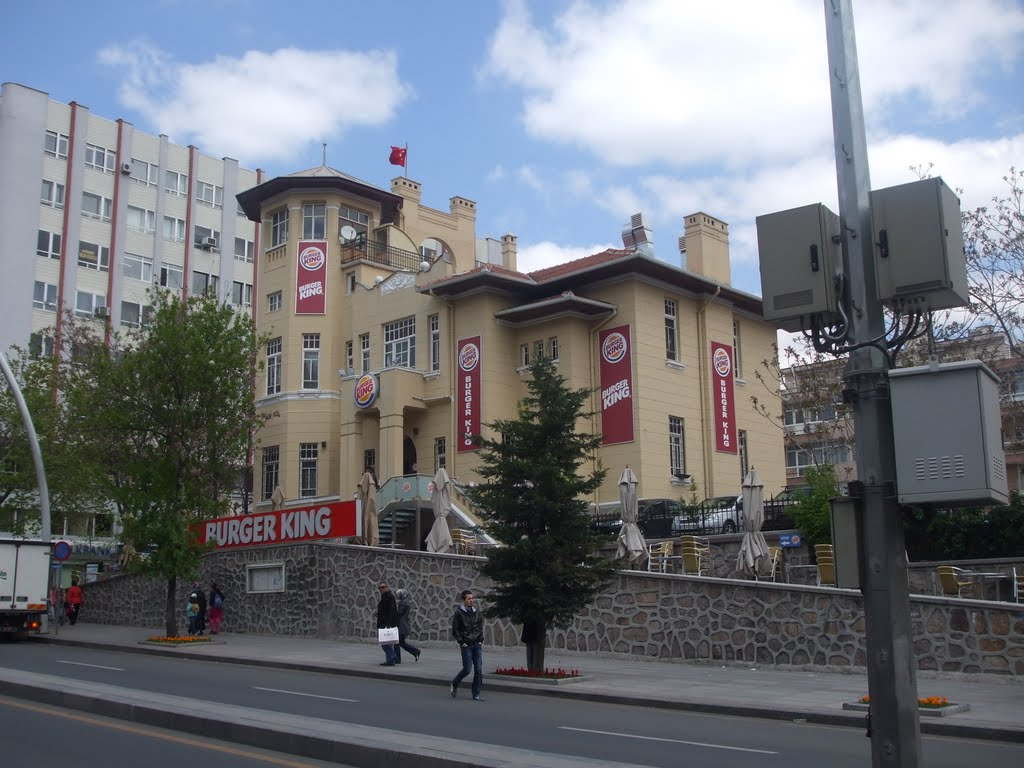
バーガーキング（アンカラ、トルコ）

世界の多くのIT大企業もまた米国企業である：Microsoft、Apple、Intel、HP Inc.、Dell、IBM、その他世界中で使用される多くのソフトウェアは米国発祥の企業である。
アーサー・ケストラーは、著書「ザ・ロータス・アンド・ザ・ロボット」において、アメリカニゼーションを代表する者はコカ・コーラであると述べ、「コカコロニゼーション」なる造語を生んだ。「コカ・コーラ」と植民地化を意味する語「コロニゼーション」のかばん語である。
コカ・コーラ（食品）を筆頭に、Microsoft、IBM、Intel、AMD、nVIDIA、Google、Apple、Facebook、Amazon（IT）、カーギル（商社）、モンサント（農業・バイオ）、マクドナルド（外食）、ウォルマート、コストコ（小売）、ダウ・ケミカル（化学）、ゼネラル・エレクトリック（電機など）、エクソンモービル（石油）、ベクテル（建設　ゼネコン）、ウォルト・ディズニー・カンパニー（メディア）など、全世界に影響力を誇示する大企業とその製品を経済の特徴とする。アメリカのグローバル企業が執る支配体制（企業内か企業外かを問わない）を指して、「マクドナルダイゼーション」（英: McDonaldization（マクドナルド化。ジョージ・リッツァが造語））と呼ぶ例もある。
これらの大企業は、アメリカ合衆国以外の国々にも恩恵をもたらす一方、底辺の労働者は容易かつ大量に解雇されやすく、大量解雇や大量非正社員化も嫌悪しない頂点の企業家（冷戦後では「CEO」と呼ばれることもある）は破格の高報酬を手にする例がザラにある。
雇用は随意的雇用（Employment-at-will）で、差別的でない限り解雇を規制できない。又、3ヶ月や1年といった短期間の利益ばかりを愛好し、5年や10年や1世代（30年）といった長期間の利益を嫌悪する傾向を持っている。資本主義の総本山であり「企業は株主の物」「市場は公正・無謬・万能」という発想が根深く、「企業の社会的責任」「企業や市場の横暴を規制する」という発想は社会主義的、共産主義的とみなされ嫌悪される。
これらの企業や、これらの企業が執る支配体制が、他国の文化や風習を無視しているという批判もある。
なお、モータリゼーションの先進国であるため自動車社会を前提とした産業も多いが、自動車自体を製造するビッグスリー（ゼネラルモーターズ、フォード、クライスラー）のアメリカ合衆国国外でのシェアは低い。

## 代表的人物
各国においてアメリカニゼーションを実行したと目される政治家・実業家・学者・理論家は、概ね以下の通りである。
アメリカ
- アーネスト・ローレンス
- ハンナ・アーレント
- デイヴィド・ルイス

ヨーロッパ
- カール・フリードリヒ・ガウス
- ルートヴィッヒ・ベルテレ
- マーガレット・サッチャー
- デイヴィッド・ホックニー
- パトリック・スチュワート
- トニー・ブレア
- シルヴィオ・ベルルスコーニ
- ニコラ・サルコジ
- ヴィクトル・ユシチェンコ

日本
- 吉田茂
- 正力松太郎
- 岸信介
- 田中角栄
- 小沢一郎
- 小泉純一郎
- 竹中平蔵
- 葛西敬之
- 安倍晋三
- 中曽根康弘
- 渡邉恒雄
- 野田佳彦
- 菅直人
- 奥田碩
- 渡部昇一
- 屋山太郎
- 橋下徹
- 渡辺喜美

中南米
- アウグスト・ピノチェト
- フルヘンシオ・バティスタ
- ソモサ一族

大韓民国
- 李承晩
- 朴正煕
- 金大中
- 李明博

フィリピン
- フェルディナンド・マルコス
- エミリオ・アギナルド - 米比戦争まで。

旧南ベトナム
- ゴ・ディン・ジエム

旧ハワイ共和国
- サンフォード・ドール - 初代、かつ最後のハワイ共和国大統領。アメリカ本土での多国籍農業・食品企業ドール・フード・カンパニー創業者一族の一人。

中東・西アジア
- モハンマド・レザー・パフラヴィー
- アンワル・アッ＝サーダート
- ホスニー・ムバーラク
- ミヘイル・サアカシュヴィリ